# Fournels
Fournels – miejscowość i gmina we Francji, w regionie Oksytania, w departamencie Lozère. W 2013 roku populacja gminy wynosiła 378 mieszkańców. Przez gminę przepływa rzeka Bès. 